# Chido Cleopatra Mpemba
Chido Cleopatra Mpemba (née en juillet 1988) est l'envoyée de la jeunesse auprès de la Commission de l'Union africaine,. Elle a été nommée deuxième Envoyée de l'Union africaine pour la jeunesse par le président de la Commission de l'Union africaine, Moussa Faki, en novembre 2021, en tant que plus jeune haut fonctionnaire de l'histoire de l'Union africaine et plus jeune diplomate du cabinet du président,. Chido a succédé à Aya Chebbi de Tunisie. Selon le président de la Commission de l'Union africaine, Moussa Faki, le rôle de l'Envoyé de l'UA pour la jeunesse est d'aider à défendre les questions de développement de la jeunesse en Afrique .

## Vie et éducation
Mme Mpemba est née en 1988 à la maternité Mbuya Nehanda à Harare, a grandi à Bulawayo et a fréquenté le Girls' College High School. Avant de s'inscrire à un programme de MBA à la Midlands State University, elle a obtenu son diplôme en psychologie organisationnelle du travail et en gestion des ressources humaines à l'Université du Cap en Afrique du Sud . Elle a étudié le leadership en affaires au Dartmouth College dans le cadre de sa bourse Mandela Washington en 2016.

## Carrière
Avant d'être nommée à l'Union africaine en tant qu'envoyée pour la jeunesse le 1er novembre 2021, elle a travaillé comme banquière à la Standard Chartered Bank et a également travaillé pour le ministère de la Jeunesse, des Sports, des Arts et des Loisirs de son pays, le Zimbabwe . Elle a participé à des bourses et a siégé à différents conseils d'administration, qu'elle a répertoriés ci-dessous :
- Leader émergent du secteur de la sécurité (ESSL), Centre africain d’études stratégiques, Université de la Défense nationale, Département américain de la Défense.
- Membre du conseil d'administration et administrateur, Old Mutual Youth Fund
- Membre du Global Leader Council (GLC), GenU, co-présidé par le directeur exécutif de l'UNICEF et le président mondial de PWC.
- Membre du Conseil de direction d'AFRICA Reach, présidé par SE Monica Geingos, Première dame de Namibie et actuelle présidente de l'Organisation des Premières dames d'Afrique.
- Mandela Washington Fellow 2016, Initiative des jeunes leaders africains du président Obama
- Leader de la réalité climatique, formé par l'ancien vice-président américain Al Gore.
- Ancienne conseillère du ministre de la Jeunesse, du Sport, des Arts et des Loisirs, Kirsty Coventry
- Banquier primé au niveau mondial et professionnel du risque du secteur privé à la Standard Chartered Bank.